# Magrão
Magrão (São Paulo, 20 december 1978) is een Braziliaans voetballer.

## Braziliaans voetbalelftal
Magrão debuteerde in 2004 in het Braziliaans nationaal elftal en speelde 3 interlands.